# Zono
Zono est une localité située dans le département de Loropéni de la province du Poni dans la région Sud-Ouest au Burkina Faso.

## Géographie
Zono est situé à environ 18 km au nord du centre de Loropéni, le chef-lieu du département, et de la route nationale 11, ainsi qu'à 8 km au nord-est d'Obiré.

## Santé et éducation
Le centre de soins le plus proche de Zono est le centre de santé et de promotion sociale (CSPS) d'Obiré tandis que le centre médical se trouve à Kampti et que le centre hospitalier régional (CHR) de la province est à Gaoua.